# Symmetric in Design
Symmetric in Design — дебютный альбом метал-группы Scar Symmetry, вышедший в 2005 году.
Symmetric in Design был записан на Black Lounge Studios, Авеста, Швеция, принадлежащей гитаристу группы, Йонасу Кьеллгрену. В США и Японии выпуском альбома занимались Nuclear Blast и Soundholic Records соответственно.

## Список композиций
| №   | Название                          | Длительность |
| --- | --------------------------------- | ------------ |
| 1.  | «Chaosweaver»                     | 3:40         |
| 2.  | «2012: The Demise of the 5th Sun» | 3:51         |
| 3.  | «Dominion»                        | 3:26         |
| 4.  | «Underneath the Surface»          | 3:50         |
| 5.  | «Reborn»                          | 3:58         |
| 6.  | «Veil of Illusions»               | 5:06         |
| 7.  | «Obscure Alliance»                | 3:42         |
| 8.  | «Hybrid Cult»                     | 5:00         |
| 9.  | «Orchestrate the Infinite»        | 4:07         |
| 10. | «Detach from the Outcome»         | 3:25         |
| 11. | «Seeds of Rebellion»              | 3:12         |
| 12. | «The Eleventh Sphere»             | 5:19         |

## Участники записи
- Кристиан Эльвестам (Christian Älvestam) — вокал
- Йонас Чьельгрен (Jonas Kjellgren) − гитара
- Пер Нильсон (Per Nilsson) − гитара
- Кеннет Сейль (Kenneth Seil) − бас-гитара
- Хенрик Ольссон (Henrik Ohlsson) − ударные, тексты песен
- Томас Йоханссон (Tomas «Plec» Johansson) — мастеринг
- Пар Йоханссон (Pär Johansson) — художественное оформление